# Wilhelm von Herder
Wilhelm Freiherr von Herder (* 24. März 1824 in St. Petersburg; † 1. Februar 1907 auf Schloss Rauenstein) war ein deutscher Rittergutsbesitzer und Politiker.

## Leben und Wirken
Er war der Sohn des Kaufmanns in Petersburg Wilhelm Ludwig Ernst von Herder und ein Enkel des Dichters Johann Gottfried Herder. Wilhelm von Herder studierte um 1842 an der Universität Heidelberg und wurde dort Mitglied des Corps Saxo-Borussia Heidelberg. Herder erwarb am 1. September 1856 von Wolfgang Freiherr von Herders Witwe Therese für 166.000 Taler Burg und das Rittergut Rauenstein, wo er das Amt des Friedensrichters bekleidete.
Als stellvertretender Abgeordneter der Rittergutsbesitzer des Erzgebirgischen Kreises gehörte er 1863/64 der II. Kammer des Sächsischen Landtags an. Als gewählter Rittergutsbesitzer des Erzgebirgischen Kreises war er von 1879 bis 1902 Mitglied der I. Landtagskammer. 1906 verkaufte er die von ihm im Flöhatal errichtete Papierfabrik sowie die zwischen Nennigmühle und Blumenau gelegene Holzschleiferei Kamerun an die Firma Günther & Richter.
Er war mit Marie Henriette geb. Splitgerber (1838–1877) verheiratet und hatte mit dieser mindestens sechs Kinder, darunter der spätere Reichstagsabgeordnete Gottfried von Herder. 1882 erwarb Herder für seinen noch minderjährigen Sohn Arthur das Rittergut Niederforchheim von den Erben Moritz Heinrich Freiherrns von Biedermann.